# Euphilomedes nipponicus
Euphilomedes nipponicus is een mosselkreeftjessoort uit de familie van de Philomedidae. De wetenschappelijke naam van de soort is voor het eerst geldig gepubliceerd in 1976 door Hiruta.